# David Florence
David Florence (ur. 8 sierpnia 1982 w Aberdeen) – brytyjski kajakarz, trzykrotny wicemistrz olimpijski, medalista mistrzostw świata.
Zdobywca srebrnych medali olimpijskich na trzech kolejnych w igrzyskach olimpijskich: w Pekinie w 2008 roku w slalomie C-1 oraz w Londynie w 2012 roku i w Rio de Janeiro w 2016 roku w slalomie C-2 wraz z Richardem Hounslow.
Jest czterokrotnym medalistą mistrzostw świata w slalomie (2006-2011), wicemistrzem świata z 2009 roku w C-2 i trzykrotnie brązowym medalistą.